# Igawa Mitsunobu
Igawa Mitsunobu est un nom japonais traditionnel ; le nom de famille (ou le nom d'école), Igawa, précède donc le prénom (ou le nom d'artiste).
 (mai 2014).
Igawa Mitsunobu (飯川 光誠) est un samouraï de la période Sengoku au service du clan Hatakeyama de la province de Noto. En 1551, lorsque les principaux obligés des Hatakeyama contraignent Nihonmatsu Yoshitsugu à se retirer en faveur de son fils Yoshitsuna, Mitsunobu apparaît comme un allié des deux. En 1555, les Hatakeyama ont rétabli leur autorité dans une certaine mesure, grâce au travail de Mitsunobu en tant qu'administrateur. Il devient moine en 1572 et prend le nom bouddhique de Wakasa nyūdō Sōgen (若狭入道宗玄). Le reste de sa vie est inconnu.

## Source de la traduction
- (en) Cet article est partiellement ou en totalité issu de l’article de Wikipédia en anglais intitulé « Igawa Mitsunobu » (voir la liste des auteurs).